# Camp aleatori condicional
Els camps aleatoris condicionals (amb acrònim anglès CRF) són una classe de mètodes de modelatge estadístic que s'apliquen sovint en el reconeixement de patrons i l'aprenentatge automàtic i s'utilitzen per a la predicció estructurada. Mentre que un classificador prediu una etiqueta per a una sola mostra sense tenir en compte les mostres "veïnes", un CRF pot tenir en compte el context. Per fer-ho, les prediccions es modelen com un model gràfic, que representa la presència de dependències entre les prediccions. El tipus de gràfic que s'utilitza depèn de l'aplicació. Per exemple, en el processament del llenguatge natural, els CRF de "cadena lineal" són populars, per als quals cada predicció depèn només dels seus veïns immediats. En el processament d'imatges, el gràfic normalment connecta ubicacions amb ubicacions properes i/o similars per garantir que rebin prediccions similars.
Altres exemples on s'utilitzen CRF són: etiquetatge o anàlisi de dades seqüencials per al processament del llenguatge natural o seqüències biològiques, etiquetatge de part de la parla, anàlisi superficial, reconeixement d'entitats anomenades, troballa de gens, pèptids crítics troballa de regions funcionals, i reconeixement d'objectes i segmentació d'imatges en visió per ordinador.
Els CRF són un tipus de model gràfic probabilístic no dirigit discriminatiu.
Lafferty, McCallum i Pereira defineixen un CRF sobre observacions {\displaystyle {\boldsymbol {X}}} i variables aleatòries {\displaystyle {\boldsymbol {Y}}} com segueix:
1. {\displaystyle G=(V,E)} és un gràfic de manera que {\displaystyle {\boldsymbol {Y}}=({\boldsymbol {Y}}_{v})_{v\in V}}, així que {\displaystyle {\boldsymbol {Y}}} està indexat pels vèrtx de {\displaystyle G}.
2. Llavors {\displaystyle ({\boldsymbol {X}},{\boldsymbol {Y}})} es un camp aleatori condicional on cada variable aleatòria {\displaystyle {\boldsymbol {Y}}_{v}}, condicionada a {\displaystyle {\boldsymbol {X}}}, obeeix la propietat de Markov respecte el gràfic; és a dir, la seva probabilitat només depèn dels veïns de G:{\displaystyle P({\boldsymbol {Y}}_{v}|{\boldsymbol {X}},\{{\boldsymbol {Y}}_{w}:w\neq v\})=P({\boldsymbol {Y}}_{v}|{\boldsymbol {X}},\{{\boldsymbol {Y}}_{w}:w\sim v\})}, on {\displaystyle {\mathit {w}}\sim v} significa que {\displaystyle w} i {\displaystyle v} són veïns en {\displaystyle G}.

Això vol dir que un CRF és un model gràfic no dirigit els nodes del qual es poden dividir exactament en dos conjunts disjunts. {\displaystyle {\boldsymbol {X}}} i {\displaystyle {\boldsymbol {Y}}}, les variables observades i de sortida, respectivament; la distribució condicional {\displaystyle p({\boldsymbol {Y}}|{\boldsymbol {X}})} després es modela.